# Rigel-katastrofen

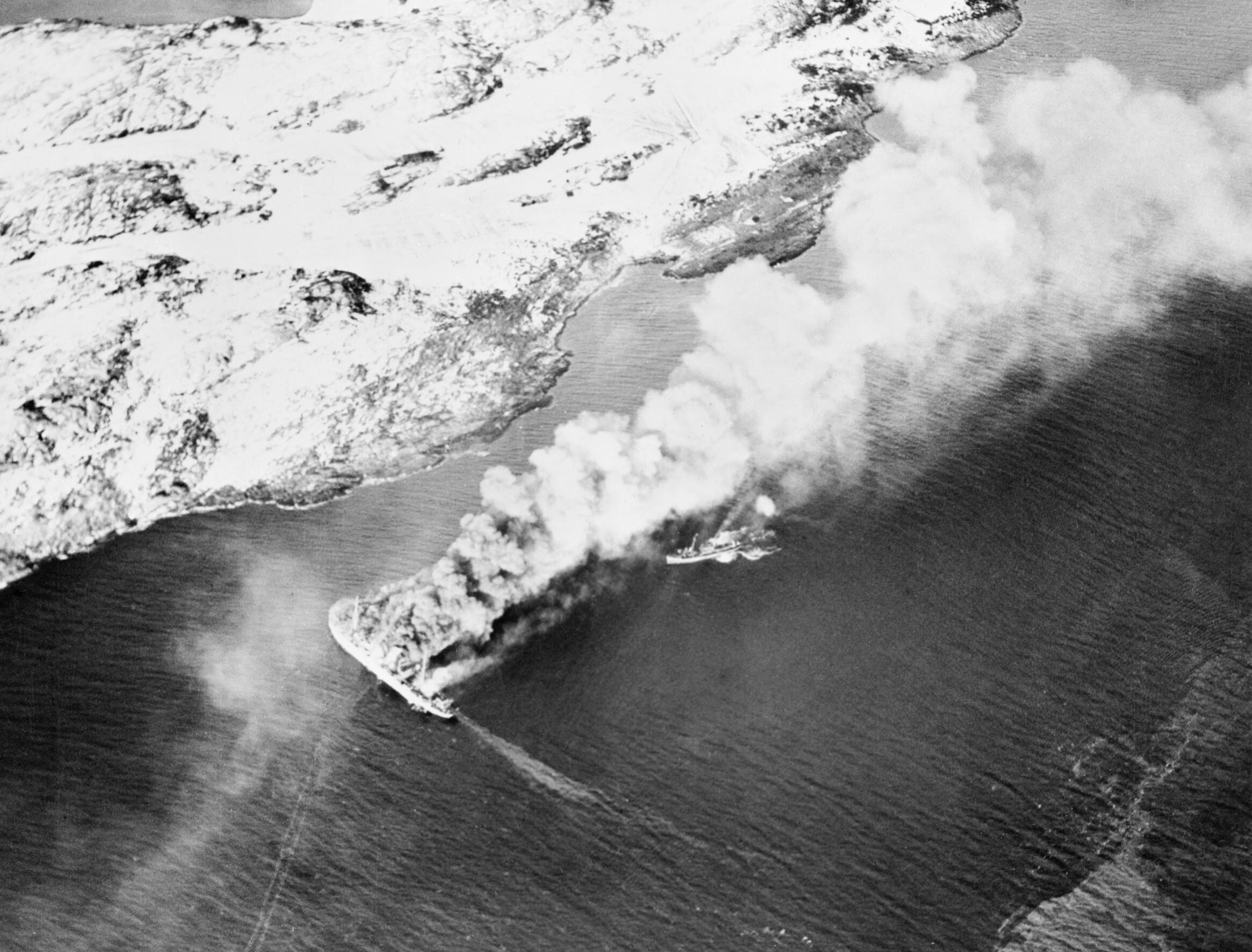
M/S Rigel i brand efter bombningen.

Rigel-katastrofen inträffade den 27 november 1944 då fångfartygen M/S Rigel och S/S Korsnes, samt två militära följeskepp, bombades i sundet mellan Rosøya och Tjøtta söder om Sandnessjøen i Nordland fylke i Norge.

## Händelsen
Rigel tillhörde Det Bergenske Dampskibsselskab, men hade rekvirerats av tyskarna för trupp- och fångtransporter. Ombord på skeppet fanns krigsfångar, tyska desertörer, sju arresterade norrmän som skulle till Akershus fengsel, samt tyska soldater. Bombningen utfördes av brittiska Barracuda-flygplan som kom från hangarfartyget HMS Implacable.

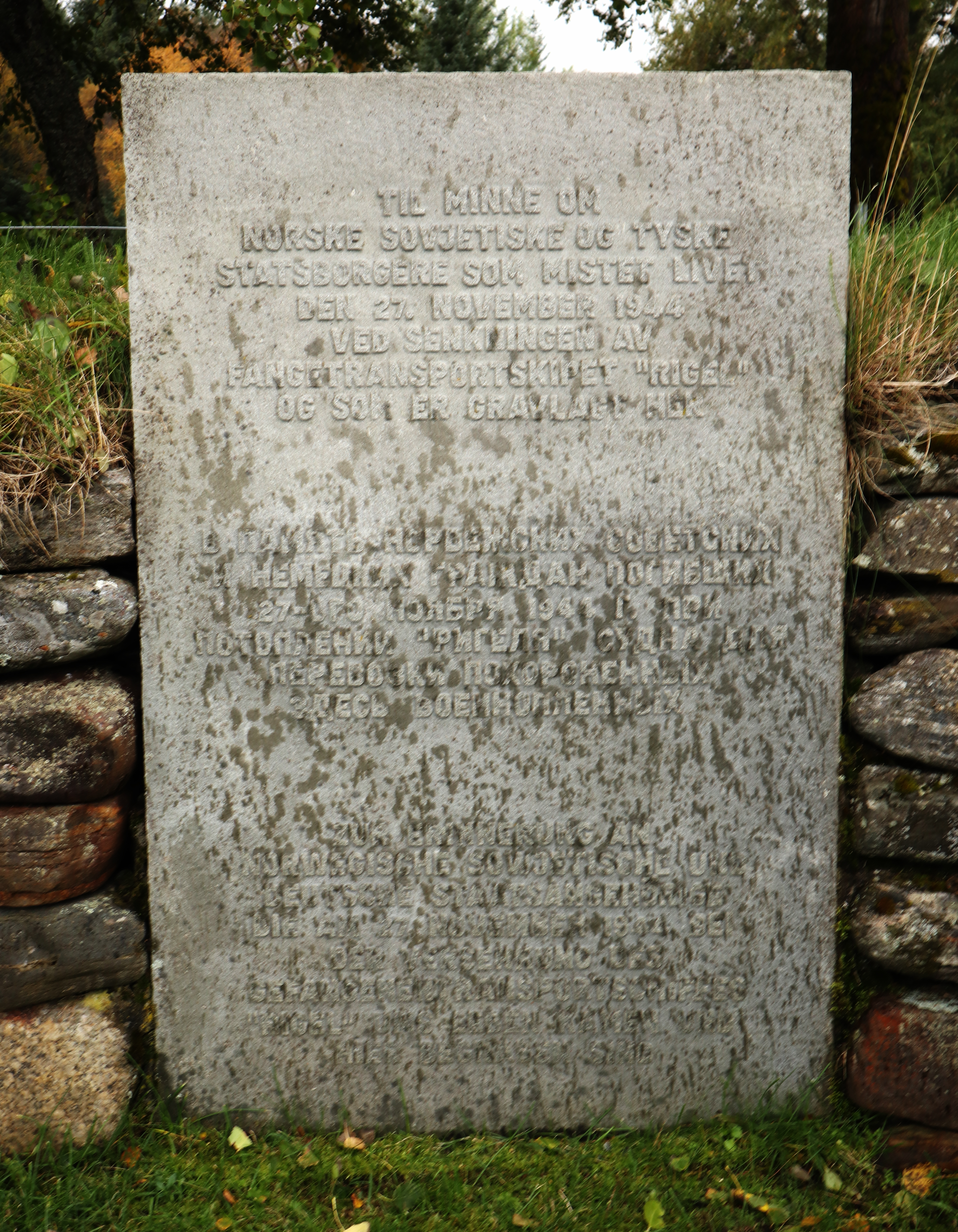
Minnetavla på den internationella gravplatsen på Tjøtta

Det är osäkert hur många som dog. Det har spekulerats i att antalet omkomna kan ha varit mellan 2 000 och upp till 4 500, där den officiella siffran är 2 572 omkomna. Merparten av dessa döda försvann i havet, medan 1 011 begravdes på Tjøtta internasjonale krigskirkegård(no). På platsen finns en minnessten med texten "Til minne om de 2 571 som døde under krigen 1941–1945".

### Senare skildringar
Händelsen har 2024 skildrats i serieform i Rigel. Ekot av en katastrof av Ida Larmo. Skildringen i serieboken beskrivs som dramatisk som på ett förtjänstfullt sätt levandegör ett stycke bortglömd krigshistoria.

### "Kulturminnene vi helst ville glemme"
Serieskaparen förundras över att hon som uppvuxen i Norge i så liten utsträckning hört talas om händelsen, och menar att det kan bero på att huvuddelen av de omkomna var sovjetiska krigsfångar. Under andra världskriget höll ockupationsmakten över 150 000 krigsfångar på norsk mark, många av dessa sovjetiska, där de under hårda förhållanden fick bygga bland annat vägar, järnvägar och befästningar. Omkring 20 000 krigsfångar dog på norsk mark, varav närmare 14 000 var sovjetiska. Detta kan jämföras med att antalet norrmän som dog under ockupationen som anges till 10 262. Intresset för att vårda gravar och minnesmärken för de utländska krigsfångarna har varit begränsat.
På 2010-talet har nya insatser gjorts, bland annat i ett projekt benämnt "Painful Heritage. Cultural landscapes of the Second World War in Norway", för att kartlägga och beskriva dessa krigsfångars öden. Bland annat uppmärksammades det att det mellan 2002 och 2008 togs bort 826 minnesplattor för sovjetiska krigsfångar vid Tjøtta krigskirkegård på grund av "ustabil grunn og vanskelig plenklipping", den plats där många av offren för Rigel-katastrofen begravdes. Dessa minnesplattor har senare återställts.